# ごかせ号

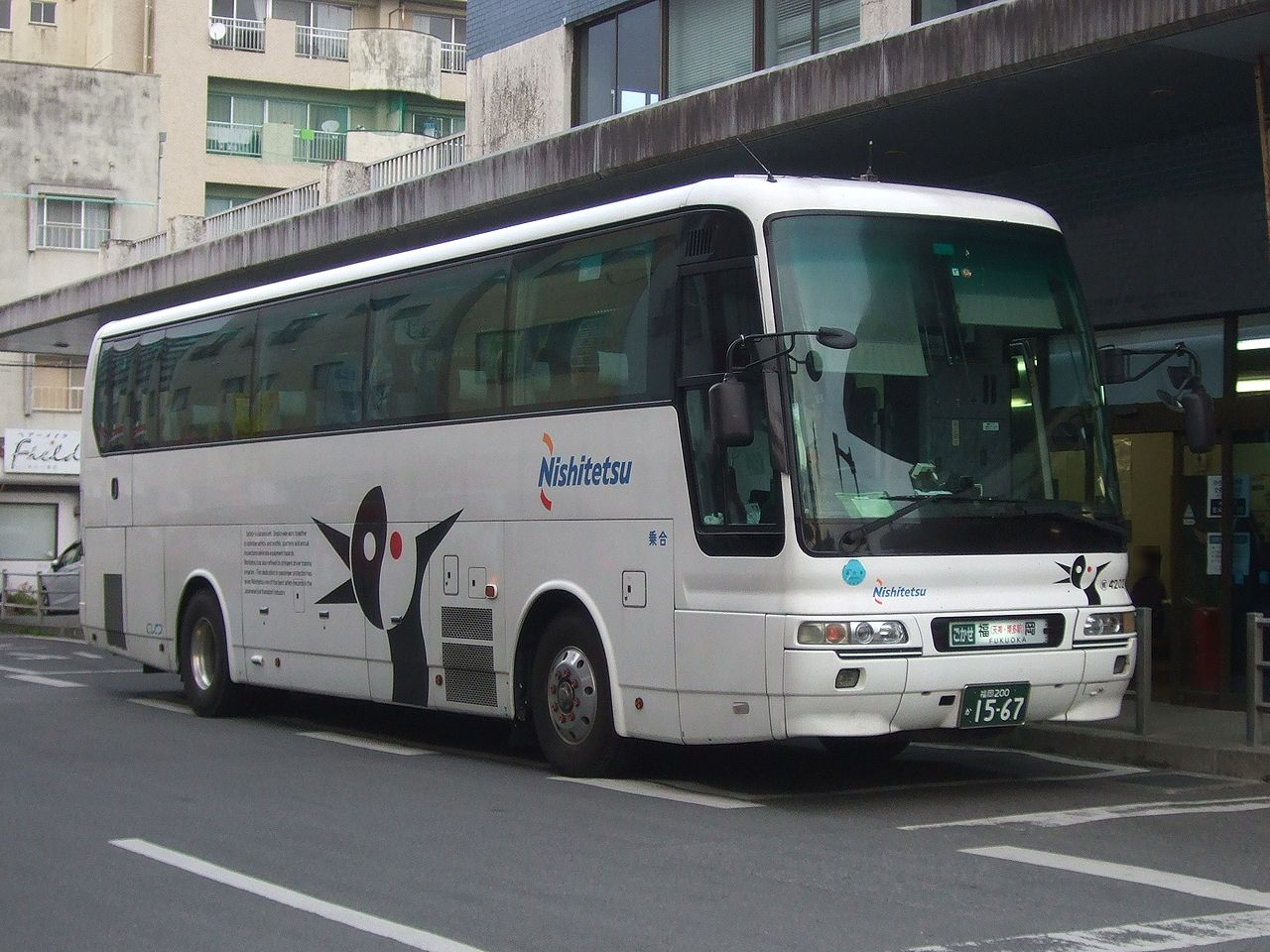
ごかせ号（西日本鉄道）

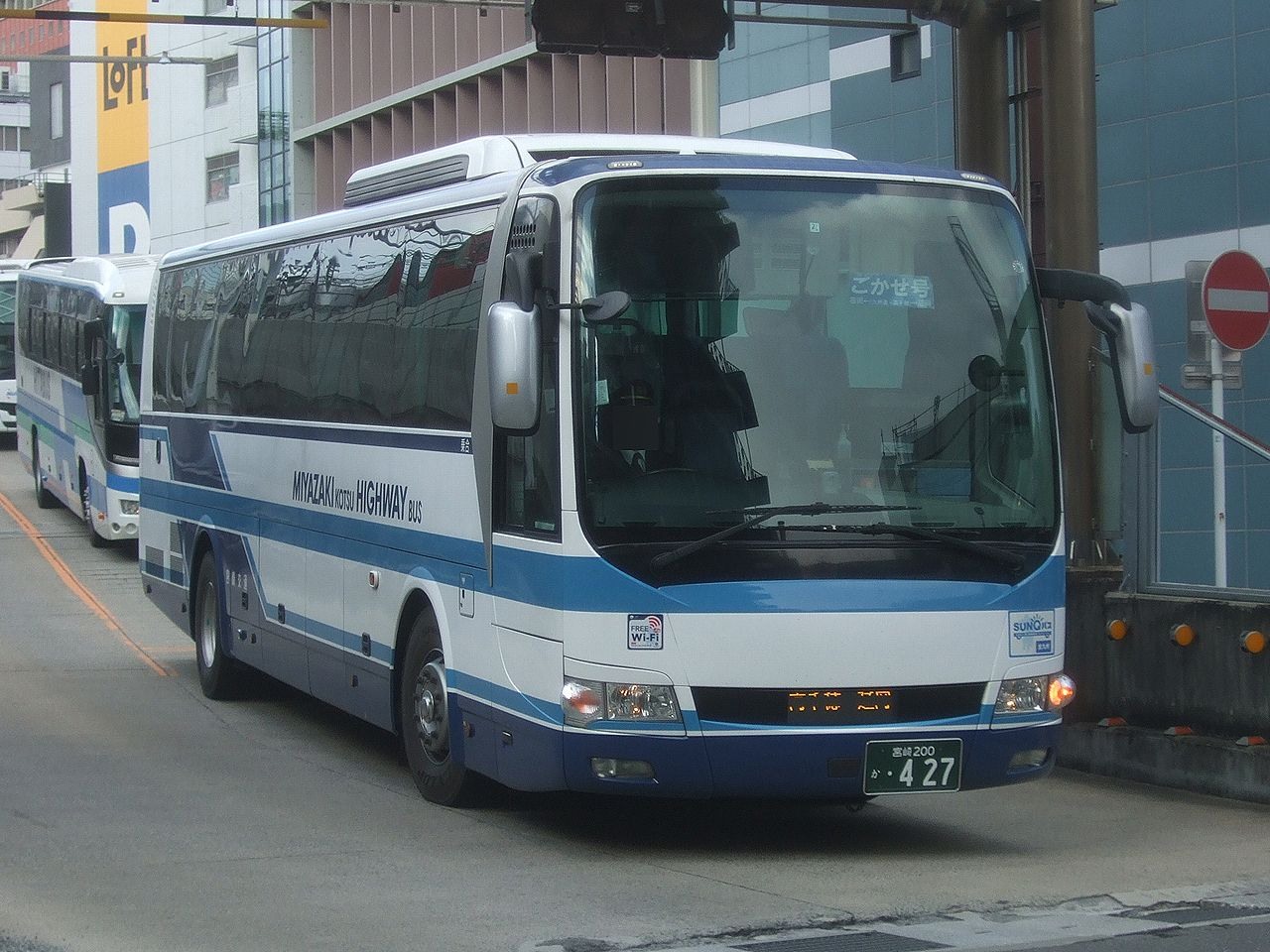
ごかせ号（宮崎交通）

ごかせ号（ごかせごう）は、西日本鉄道と宮崎交通が運行する福岡県福岡市と宮崎県高千穂町・延岡市を結ぶ昼行高速バス路線である。名称は沿線を流れる五ヶ瀬川に由来する。
以前は、南宮崎（宮交本社前）から国道10号を経由、高鍋・日向を経て延岡を結んでいた特急バスの愛称であった。

## 概要
九州自動車道・国道218号などを経由し、福岡市と延岡市を結ぶ路線である。ほかに、観光地として知られる高千穂、通潤橋を控える山都町など、熊本県中東部および宮崎県北部の国道218号沿いの山間部の各市街地にも停車する。
現在4往復が運行されている。JR特急列車に比べて運行本数は少ないが、運賃の低廉さと乗り換え不要の利便性から人気がある。
全便が座席指定制で、乗車には事前に予約の上、乗車券購入が必要である。SUNQパスは全九州版のみ使用可能（利用区間にかかわらず北部九州版・南部九州版は不可）。

## 沿革
- 1989年3月1日 - 昼行便2往復で運行開始[1]。
- 1991年8月1日 - 夜行便新設。
- 1993年4月20日 - 夜行便廃止。昼行便1往復増発。
- 2003年10月1日 - 矢部町（現・山都町）停留所への停車を開始。
- 2009年4月1日 - 美里町停留所への停車を開始。
- 2012年12月3日 - 西鉄便の担当が福岡高速自動車営業所（運行を西鉄高速バスに管理委託）から博多営業所（自社直営）に変更。
- 2015年4月30日 - ダイヤ改正。延岡市北方町において「川水流」停留所における乗降扱いを廃止し、代わって「早日渡」停留所に停車開始。また、この日から高千穂バスセンターにおいて10分間、緑川PAにおいて20分間の途中休憩を設定（所要時間が20分延びる）。
- 2016年4月22日 - 熊本地震の影響で4月15日から運休していた運行を再開[2]。ただし、ルートが通常のルートとは異なる特別設定ダイヤにおいて下記の経路で運行
  - 博多バスターミナル - 西鉄天神高速バスターミナル - 天神北ランプ - ＜福岡都市高速1号線・2号線＞ - 太宰府IC - ＜九州自動車道＞ - 高速基山 - 鳥栖JCT - ＜大分自動車道・東九州自動車道＞ - 延岡IC - 延岡駅前バスセンター
    - 1日2往復（通常は4往復）の設定となり、福岡発の午前2便と延岡発の午後2便の計4便のみの設定になる。通常停車している久留米IC、八女IC、美里町、山都町、五ヶ瀬町役場前、高千穂バスセンター、青雲橋、早日渡には停車しない。大分道の通行止め区間である湯布院ICから別府ICの間は一般道迂回運行となる。

  - また、同日より西鉄高速バス単独による本バスの夜行便的役割を果たす福岡 - 延岡・宮崎線を運行開始。運行日は金・土・日・祝日とその前日限定で夜行による1日1往復の運行。運行ルートは鳥栖JCTから大分道・東九州道を経由し途中の延岡へ立ち寄るルートであるが、当面の間は迂回運行する本バス同様、大分道の通行止め区間である湯布院ICから別府ICの間は一般道迂回運行となる。
- 2016年4月28日 - 運行ルートがこれまでの通常運行ルートに戻る（ただし、益城熊本空港IC - 御船IC間は迂回運行）。運行便数は変わらず[3]。
- 2016年5月1日 - 便数が地震前の一日4往復に戻る[4]。
- 2018年4月1日 - 延岡駅前周辺整備再開発による延岡駅前バスセンター解体工事に伴い、乗降場所を「延岡駅」（駅構内バス乗り場）に変更[5][6]。
- 2019年4月1日 -  ダイヤ改正により運行内容を一部変更。これらにより博多バスターミナル - 延岡間の所要時間が約35分短縮となる。
  - 福岡側の始発地の順番を入れ替え、これまでの博多バスターミナル始発西鉄天神高速バスターミナル経由から、西鉄天神高速バスターミナル始発博多バスターミナル経由となる。また、新たに福岡空港（国際線ターミナル）に停車開始。これに伴い福岡市内の運行経路も大幅に変更となり、福岡都市高速もこれまでの天神北ランプ経由から半道橋ランプ経由となる。
  - これまでの九州自動車道 - 松橋IC -  国道218号 - 高千穂・延岡ルートから、九州自動車道 - 嘉島JCT - 九州中央自動車道（小池高山IC - 山都中島西IC） - 国道445号 - 国道218号 - 高千穂・延岡ルートへ経路変更。これに伴い、途中休憩場所もこれまでの緑川PAにおける20分間休憩から、北熊本SAにおいて15分間の休憩に変更。また、「美里町」停留所における乗降扱いを廃止[7]。
- 2023年3月31日 - 紙の4枚綴り回数券（ごかせきっぷ）がこの日をもって発売終了。[8]。web回数券に関しては引き続き販売を継続。
- 2024年4月22日 - ダイヤ改正により運行内容及び運賃制度を一部変更[9]。これらにより西鉄天神高速バスターミナル - 延岡間の所要時間が約5分短縮となる。
  - 九州中央自動車道の延伸に伴い、これまでの九州自動車道 - 嘉島JCT - 九州中央自動車道（小池高山IC - 山都中島西IC） - 国道445号 - 国道218号 - 高千穂・延岡ルートから、九州自動車道 - 嘉島JCT - 九州中央自動車道（小池高山IC - 山都通潤橋IC） - 国道218号 - 高千穂・延岡ルートへ経路変更。これに伴い「山都町」停留所を道の駅通潤橋へ移設。
  - カレンダー運賃を導入し、web回数券、往復割引、WEB割引を廃止。

## 運行会社
- 西日本鉄道
  - 担当営業所：博多自動車営業所

- 宮崎交通
  - 担当営業所：延岡営業所

## 運行経路・停車停留所
太字は停車停留所。福岡県内間（西鉄天神高速バスターミナル- 八女IC）ならびに宮崎県内間（五ヶ瀬町役場前 - 延岡駅前）のみの利用は不可＜クローズド・ドア＞。ただし、熊本県の山都町においては両方向ともに乗降可。
西鉄天神高速バスターミナル - 博多バスターミナル - 福岡空港（国際線） - 半道橋ランプ - ＜福岡都市高速2号線＞ - 太宰府IC - ＜九州自動車道＞ - 高速基山 - 久留米IC - 八女IC - 嘉島JCT - 小池高山IC - ＜九州中央自動車道＞ - 山都通潤橋IC  - 山都町（矢部） - ＜国道218号＞ -  五ヶ瀬町役場前 - 宮崎交通高千穂バスセンター - 青雲橋（日之影町） - 早日渡（北方） - ＜北方延岡道路＞ - 延岡駅前
- 福岡市から山都通潤橋IC（熊本県上益城郡山都町）までは高速道路を通るが、山都通潤橋ICから延岡市まではほとんど一般道のみの走行となる。九州中央自動車道が開通する以前は、松橋IC（熊本県宇城市）まで一旦南下し、下益城郡美里町・上益城郡山都町を経て延岡市まで逆三角形状に北上するルートだった。
- 途中、北熊本SAで20分間、高千穂バスセンターで10分間の休憩がある。

## 主な区間の所要時間
- 西鉄天神高速バスターミナル - 高千穂バスセンター
  - 所要時間 - 3時間35分
- 西鉄天神高速バスターミナル - 延岡駅前
  - 所要時間 - 4時間20分

## 使用車両・車内設備
- スーパーハイデッカー（西鉄）・ハイデッカー（宮交）
- 3列独立シート
- 化粧室
- 毛布
- 座席コンセント
  - この他、過去には車内公衆電話やマルチステレオ（音楽サービス）、ビデオ映画（DVD）・ラジオ放送、おしぼり・湯茶サービスもあったが、現在は廃止されている。4時間を超える運行のためビデオ映画は出発から終点まで2本ずつ放映されていた。
  - 車両都合時や続行便においては上記の車両様式とは異なる場合があり、日によっては4列シート車で運用される場合もある。

かつての車両

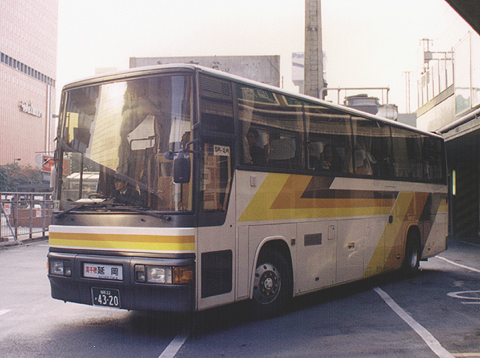
西日本鉄道 社番4474/福岡22か4320（三菱ふそうP-MS729S） 1991年から1993年まで運行された夜行便でムーンライト号と同様のカラーリングの夜行用車両が使用されていた
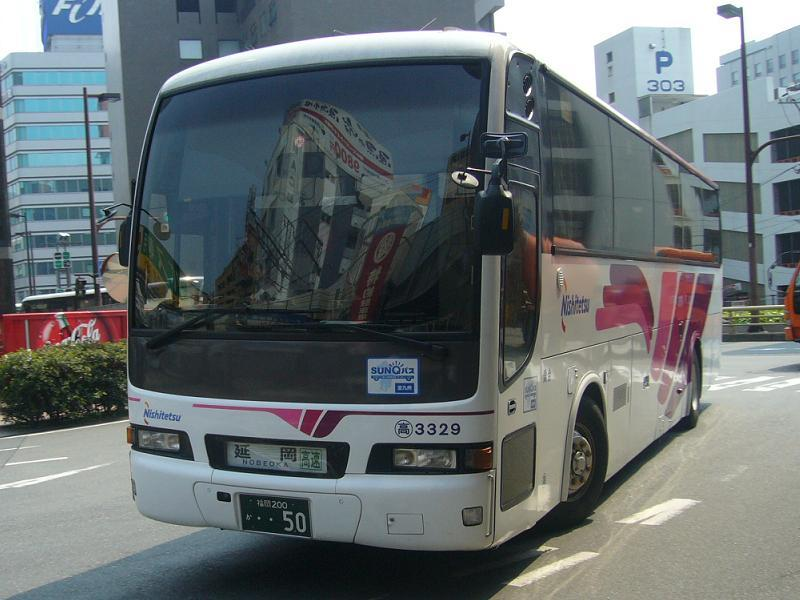
西日本鉄道 社番3329/福岡200か50（三菱ふそうKC-MS829P） スーパーハイデッカー・2+1列シートの昼行長距離高速バス用車両。現在は西鉄ではこのタイプの新規導入がなく通常は夜行用車両が使用される
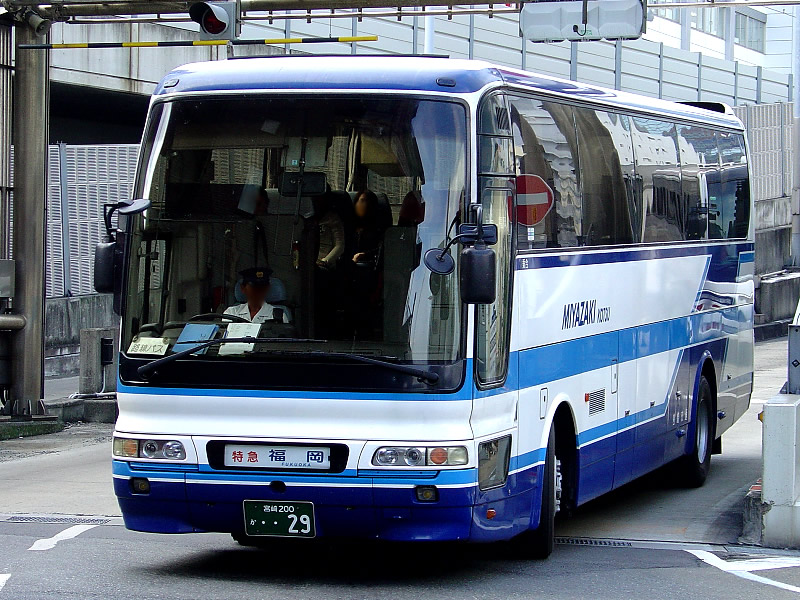
宮崎交通 宮崎200か29（三菱ふそうKL-MS86MP） スーパーハイデッカー・2+1列シート。現在は廃車となり代替された。

## 競合他社など
ハッコートラベルが福岡市（キャナルシティ博多）と高森町・高千穂町・延岡市・門川町・日向市を熊本県の南阿蘇を経由して結ぶ高速バス「ハッコーライナー」を1往復運行している。当初はツアーバスとして運行されていたが、2013年8月1日より路線バスとなっている。